# Обуховка (приток Ницы)
Обуховка — река в России, протекает по Свердловской области. Устье реки находится в 89 км по левому берегу реки Ница. Длина реки составляет 27 км, площадь водосборного бассейна 221 км².
В 9 км от устья по левому берегу впадает река Антоновка.

## Данные водного реестра
По данным государственного водного реестра России относится к Иртышскому бассейновому округу, водохозяйственный участок реки — Ница от слияния рек Реж и Нейва и до устья, речной подбассейн реки — Тобол. Речной бассейн реки — Иртыш.
Код объекта в государственном водном реестре — 14010501912111200007347.